# سعاد الحميضي
سعاد حمد الصالح الحميضي، سيدة أعمال كويتية تمتلك مجموعة من المجمعات التجارية والسكنية في الكويت وخارجها، من ضمنها فندق وبرج سكني في بيروت، وهي عضو اتحاد مالكي العقارات بالكويت. عضو مجلس إدارة بنك عودة في لبنان، وتملك حصصاً في العديد من البنوك في جميع أنحاء الكويت بما في ذلك بنك الكويت الوطني، وشركة سوليدير.

## عن حياتها
تعتبر سعاد الحميضي أول كويتية مارست التجارة والاستثمار داخل الكويت وفي عدة دول عربية وأوروبية. كما تعد من أبرز المستثمرات في المجال العقاري، في قطاع المصارف والصناعة وغيرها، وتلقّب بسفيرة سيدات الأعمال الكويتيات. عملت في بداية حياتها المهنية في البنك التجاري الذي أسسه والدها «حمد الحميضي» لمدة 10 سنوات. ثم ترأست إدارة مؤسسة والدها وتجارته واستثماراته بعد وفاته. في تلك المرحلة تجلى دور زوجها الشيخ جابر العلي السالم الصباح في دعمها وتشجيعها، فوصفته بأنه كان يتميز بالحكمة وببعد النظر والإلمام الشامل بمختلف القضايا، كما تضيف عنه قائلة: «لقد كان لتشجيعه ومساندته، وإفساحه المجال لي للسفر ومتابعة العمل داخل وخارج الكويت الأثر الكبير في حياتي المهنية. بعد رحيله، ترك فراغا كبيرا ليس على مستوى عائلته وأفراد أسرته فحسب، وإنما أيضا على مستوى الوطن».

## مسيرتها
لم تكن مسيرة سعاد الحميضي في العمل الحر سهلة، خاصة في البدايات لكونها أول كويتية تمارس العمل التجاري. فهي تقول أنها واجهت كثيرا من الصعوبات والتحديات، منها على سبيل المثال، نظرة المجتمع الكويتي في ذلك الوقت إلى عمل النساء. ولكنها تغلبت عليها مستعينة بالثقة بالنفس واحترام الذات والتفاني في العمل. كان النجاح حليفها في العمل حيث توسعت استثماراتها وتنوعت وانتشرت بدءا من الكويت إلى العديد من الدول العربية وفي مقدمتها لبنان. وكان الاحترام رفيق اسمها وشخصيتها لأنها تلتزم الصدق في المعاملة، تتبع نهج أهل التجار الأوائل من الآباء والأجدادِ. أما الجانب الإنساني من شخصيتها فإنه لا يقل غنى عن الجانب العملي، على مثال بناء المساجد ومساعدة المحتاجين.

## مناصبها
- حرم الشيخ جابر العلي السالم الصباح – وزير الإعلام الكويتي سابقا. 

- تقلدت وسام الأرز اللبناني من رئيس الوزراء اللبناني الراحل رفيق الحريري. 

- ساهمت بمشروع توسيع وتأهيل المسجد العمري الكبير وسط بيروت. 

- عضو مجلس إدارة بنك عودة اللبناني.
 
- عضو مجلس إدارة البنك التجاري الكويتي.

- عضو مؤسس في البنك الأهلي الكويتي. 

- رئيس مجلس إدارة مؤسسة حمد الصالح الحميضي للتجارة والمقاولات.

- رئيس مجلس إدارة مؤسسة سعاد الحميضي للتجارة العامة والمقاولات.
 
- رئيس مجلس إدارة مؤسسة أحفاد حمد الصالح للتجارة العامة والمقاولات. 

- رئيس مجلس إدارة شركة الأبرار للتجارة العامة والمقاولات. 

- مؤسس في الشركة التجارية العقارية.
 
- مؤسس في شركة العقارات المتحدة. 

- مؤسس في شركة الصالحية العقارية. 

- تملك 20% من بنك عودة اللبناني. 

- تملك 20 % من الشركة المصرية لتصنيع العلب. 

- تملك 20 % من شركة تعبئة بيبسي كولا. 

- تملك العديد من الإستثمارات في العديد من الدول العربية وخاصة الكويت ولبنان.

## الجوائز والإنجازات
- تحتل السيدة سعاد الحميضي المرتبة العاشرة ضمن تصنيف مجلة Arabian Business لأقوى امرأة عربية لعام 2013.
- كما تم تكريمها من خلال فعاليات منتدى المرأة العربية والمستقبل الذي أقيم في دبي عام 2007م.
- قام رئيس مجلس الوزراء الشيخ جابر المبارك، بتكريمها بشهادة شكر لمشاركتها في فيلم «أزمة المناخ وحقيقة ما جرى».

إلى ذلك قد تم تكريمها من قبل زوجة الرئيس المصري السابق سوزان مبارك في إحدى اجتماعات مجلس سيدات الأعمال العرب، وتقول في إحدى تصريحاتها الصحفية: «إن فكرة المجلس ممتازة لأنه يعطي حافزا لأعضائه للعمل والتواصل فيما بينهن، كما يؤكد لجميع دول العالم بأن النساء العربيات يخضن مجال الأعمال بجدارة، وأتمنى أن يتقدم المجلس نحو الأفضل وأن تتوالى اللقاءات والاجتماعات بين أعضائه، ليزداد التفاهم والتنسيق والتعاون بينهن حاضرا ومستقبلا والعمل على تلاقي وتصحيح أي أخطاء يمكن أن تقع.»